# Frontière entre l'Algérie et la Mauritanie
La frontière entre l'Algérie et la Mauritanie est la frontière internationale séparant l'Algérie et la Mauritanie. Son tracé situé en plein Sahara est hérité du découpage de la colonisation française. Le tracé a été définitivement entériné par la ratification côté algérien le 18 février 1984 de la convention de bornage entre les deux pays, signée le 13 décembre 1983 par les présidents Chadli Bendjedid et Mohamed Khouna Ould Haidalla. 

## Tracé

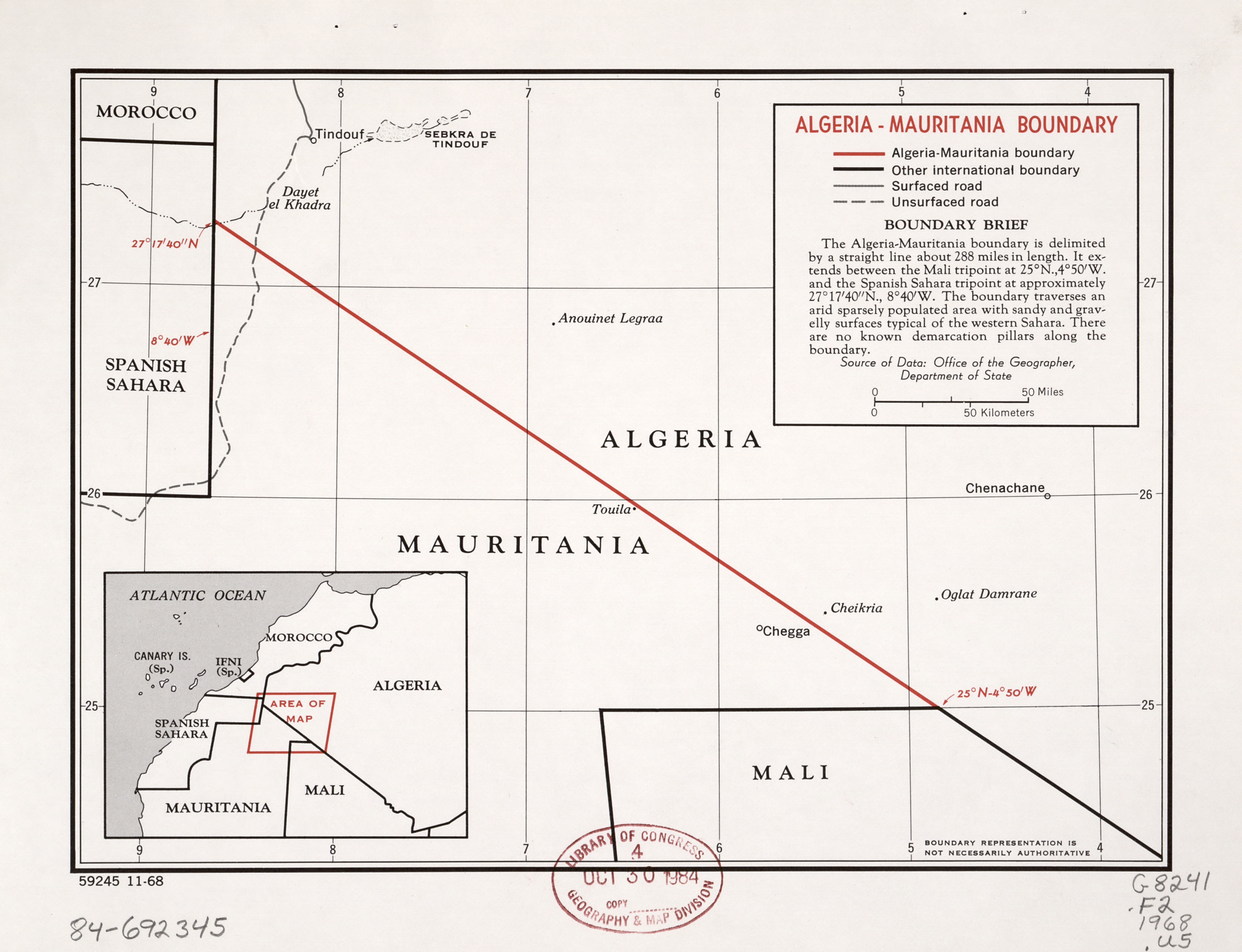
Carte de la frontière entre l'Algérie et la Mauritanie

La frontière algéro-mauritanienne est matérialisée par 3 bornes le long de ses 463 km, suivant une ligne droite, entre les points géographiques 25° 00′ 00″ N, 4° 50′ 00″ O (tripoint avec le Mali) et 27° 17′ 40″ N, 8° 40′ 00″ O (tripoint avec le Sahara occidental). Entre les deux, elle traverse le puits Hassi 75 qui constitue le second point de bornage.